# 電視小說 (拉丁美洲)
Telenovela是一种源自拉丁美洲的电视剧，随后在欧洲、亚洲和其他电视网络间流行开来。该词源自西班牙语的“tele”（即“televisión”或者葡語“ televisão”的缩写，“电视”），以及西班牙语和葡萄牙语的“novela”（“小说”），中文意译为拉丁美洲電視小說劇。由此衍生出来的电视剧种类，如菲律宾的teleserye、加拿大魁北克省的téléroman和亚洲、阿拉伯世界的drama，与telenovela都有着相同的形式。